# Maranta protracta
Maranta protracta là một loài thực vật có hoa trong họ Marantaceae. Loài này được Miq. mô tả khoa học đầu tiên năm 1844.